# سوسکچه‌های خرطوم‌دار آکالس
سوسکچه‌های خرطوم‌دار آکالس(نام علمی: Acalles) نام یک سرده از تیره سوسکچه‌های خرطوم‌دار است.